# Щеврик новогвінейський
Ще́врик новогвінейський (Anthus gutturalis) — вид горобцеподібних птахів родини плискових (Motacillidae). Ендемік Нової Гвінеї.

## Підвиди
Виділяють два підвиди:
- A. g. gutturalis De Vis, 1894 — південний схід Нової Гвінеї;
- A. g. wollastoni Ogilvie-Grant, 1913 — від заходу до північного сходу Нової Гвінеї.

## Поширення і екологія
Новогвінейські щеврики живуть на високогірних луках Центрального хребта. Зустрічаються на висоті від 3200 до 4500 м над рівнем моря.